# HD 41004 Ab
HD 41004 Ab é um planeta extrassolar orbitando a estrela HD 41004 A, localizada na constelação de Pictor a aproximadamente 133 anos-luz (41 parsecs)da Terra. Sua descoberta, publicada em 2004, foi feita pelo método da velocidade radial com uso do espectrógrafo CORALIE, no Observatório La Silla, Chile. Esse método consiste em detectar variações na velocidade radial de um estrela causadas pela presença de um planeta em órbita.
HD 41004 Ab é um gigante gasoso com uma massa mínima de 2,54 vezes a massa de Júpiter. Como sua inclinação orbital é desconhecida, a massa verdadeira não pode ser determinada. O planeta orbita a estrela numa órbita altamente excêntrica, a uma distância média de 1,70 UA (170% da distância da Terra ao Sol), completando uma revolução em 963 dias.
O sistema a que pertence HD 41004 Ab é particularmente notável por apresentar uma hierarquia única: uma estrela binária em que cada componente possui um objeto sub-estelar conhecido (HD 41004 B é orbitada por uma anã marrom). Outros sistemas similares incluem 16 Cygni, HD 178911, Gliese 86 e γ Cephei. Planetas em sistemas estelares múltiplos possuem peculiaridades em relação àqueles orbitando estrelas únicas, já que a presença de uma outra estrela pode afetar o processo de formação planetária e a estabilidade orbital a longo prazo. Portanto, objetos assim são de especial interesse científico pois seu estudo pode fornecer informações valiosas sobre formação e evolução planetária.